# Male Call

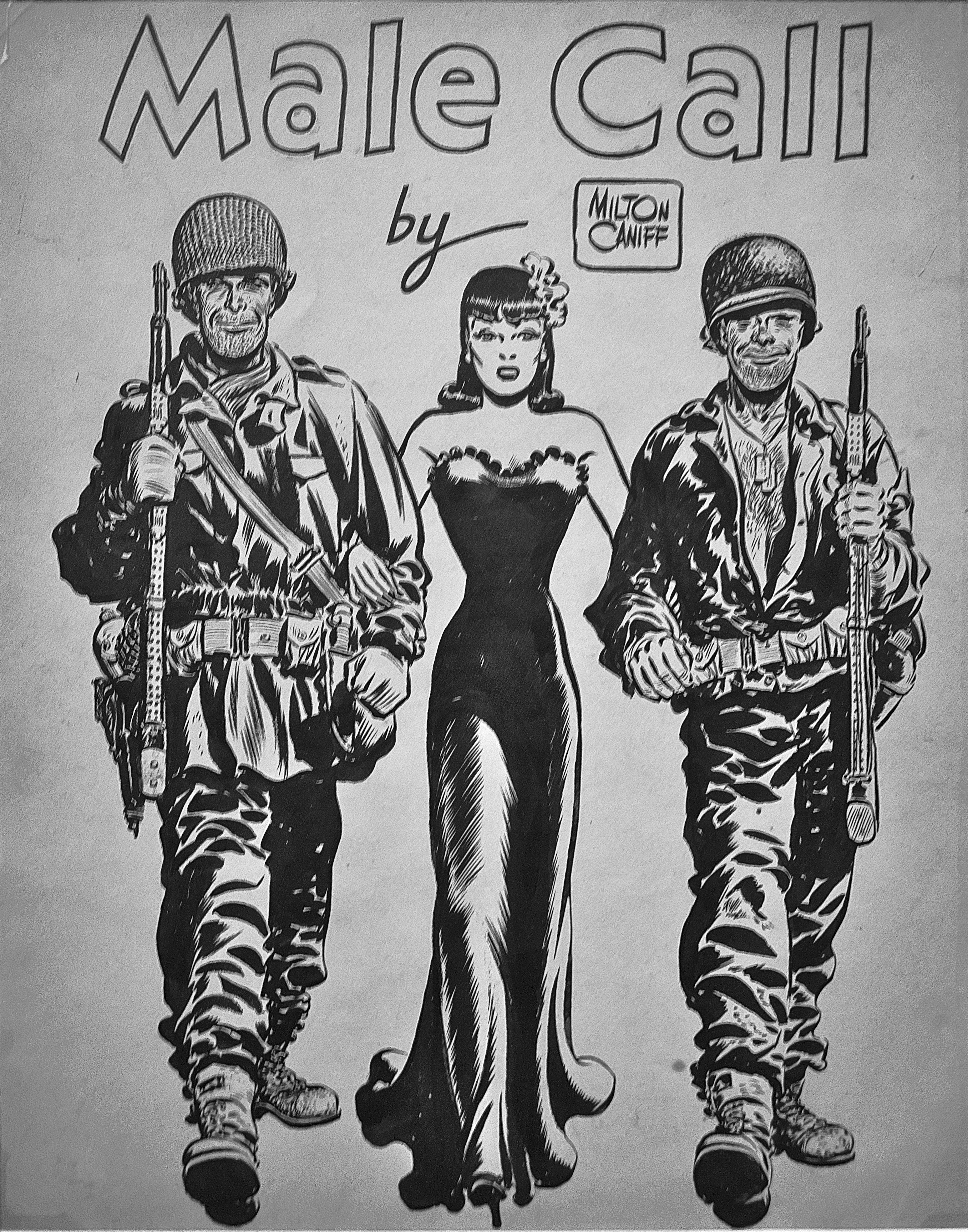
Male Call por Milton Caniff

Male Call foi uma tira americana desenhada por Milton Caniff durante a Segunda Guerra Mundial para jornais destinados aos soldados. Foi publicada semanalmente de 1943 a 1946.